# Rotbauchadler
Der Rotbauchadler oder Rotbauchzwergadler (Lophotriorchis kienerii, Syn.: Hieraaetus kienerii) ist ein Greifvogel aus der Familie der Habichtartigen (Accipitridae). Dieser sehr kontrastreich gefärbte, kleine Adler besiedelt Tropische Wälder in weiten Teilen Südostasiens.

## Merkmale
Der Rotbauchadler ist ein kleiner Adler mit 46–61 cm Körperlänge und einer Spannweite von 105–140 cm. Er hat schmale, etwas zugespitzte Flügel und einen relativ langen, leicht gerundeten Schwanz. Die Zehen und die Krallen sind auffallend lang.
Bei ausgefärbten Vögeln ist die gesamte Oberseite einschließlich der Kopfseiten bis zur Höhe der Augen schwarz. Kehle, Hals und obere Brust sind davon scharf abgesetzt weiß. Die übrige Unterseite des Rumpfes sowie die Beine und die Unterflügeldecken sind rotbräunlich und breit schwarz gestrichelt. Die Unterseite von Schwanz und Schwingen ist grau mit dunklen Querbändern.
Beide Geschlechter zeigen eine kleine Federhaube. Die Beine sind wie bei allen Vertretern der Gattung bis zu den Zehen befiedert. Der Schnabel ist schwarz, die Iris der Augen ist dunkelbraun. Wachshaut und Zehen sind gelb, die Krallen sind schwarz. Die Geschlechter sehen gleich aus, Männchen erreichen im Mittel etwa 81 % der Größe der Weibchen.
Flügge Jungvögel sind auf der Oberseite graubraun. Kopfseiten und Stirn sind weiß, davon scharf abgesetzt ist ein breiter, dunkler Augenstreif. Rumpf, Beine und Unterflügeldecken sind ebenfalls einfarbig weiß.

## Verbreitung und Lebensraum
Der Vogel ist mit zwei Unterarten (L. k. kienerii (de Sparre, 1835) und L. k. formosus (Stresemann, 1924)) in den Tropen der Indomalayischen Region beheimatet. Das Verbreitungsgebiet ist sehr disjunkt und erstreckt sich mit zahlreichen, zum Teil weit voneinander getrennten Vorkommen über den Indischen Subkontinent, Indochina, Malaysia, das westliche Indonesien und die Philippinen. Der Lebensraum des Rotbauchadlers sind tropische, immergrüne, feuchte Wälder.

## Fortpflanzung
Zur Brut baut er ein großes Nest aus Zweigen, der Durchmesser kann bis zu 1,2 m, die Nesthöhe bis 60 cm betragen. Die Nester werden auf Bäumen in 25–30 m Höhe angelegt. Das Gelege besteht aus nur einem Ei. Brutdauer und Nestlingszeit sind unbekannt.

## Ernährung
Hauptnahrung sind mittelgroße und kleinere Vögel und kleinere Säugetiere. Nachgewiesen sind unter anderem Kalifasan, Kammhühner und Haushühner, Spornhühner (Galloperdix sp.), Waldrebhühner (Arborophila sp.), Grüntauben (Treron sp.), Haustauben, Eisvögel und Hörnchen.

## Systematik
Der Rotbauchadler wurde früher der Gattung Hieraaetus zugeordnet. Nach Untersuchungen der mitochondrialen DNA und der DNA des Zellkerns ist der Rotbauchadler jedoch nicht näher mit den anderen Vertretern der Gattung Hieraaetus verwandt. Da er auch morphologisch stark von den übrigen Vertretern dieser Gattung abweicht, wurde die monotypische Gattung Lophotriorchis mit dem Rotbauchadler als einzige Art wieder anerkannt.

## Etymologie und Forschungsgeschichte
Louis Ernest Gustave de Sparre (1802–1866) beschrieb den Rotbauchadler unter dem Namen Astur Kienerii. Das Typusexemplar stammte aus der Sammlung von François Victor Masséna. 1874 führte Richard Bowdler Sharpe die Gattung Lophotriorchis u. a. für den Rotbauchadler ein.
Der Begriff leitet sich aus den griechischen Worten »lophos λοφος« für »Scheitel, Krone, Kamm« »triorkhēs τριορχης« für »Falke, Habicht« ab. Der Name »kienerii« ist Louis Charles Kiener (1799–1881) gewidmet, der als Kurator für Massénas Sammlung arbeitete. »Formosus« ist das lateinische Wort für »schön«. Stresemann hatte die Unterart unter dem Namen Hieraaëtus kieneri formosus beschrieben.